# إدغار دومينغيز
إدغار دومينغيز (بالإسبانية: Edgar Domínguez)‏ هو لاعب كرة قدم إسباني في مركز الوسط، ولد في 23 ديسمبر 1962 في قونكة في إسبانيا. لعب مع نادي إسبولي الرياضي ‏.

## وصلات خارجية
- إدغار دومينغيز على موقع ناشيونال فوتبول تيمز (الإنجليزية)